# Pachydissus borneoensis
Pachydissus borneoensis es una especie de escarabajo longicornio del género Pachydissus, tribu Cerambycini, subfamilia Cerambycinae. Fue descrita científicamente por Miroshnikov en 2018.

## Descripción
Mide 26,6 milímetros de longitud.

## Distribución
Se distribuye por Malasia.